# Retrodigitalisierung

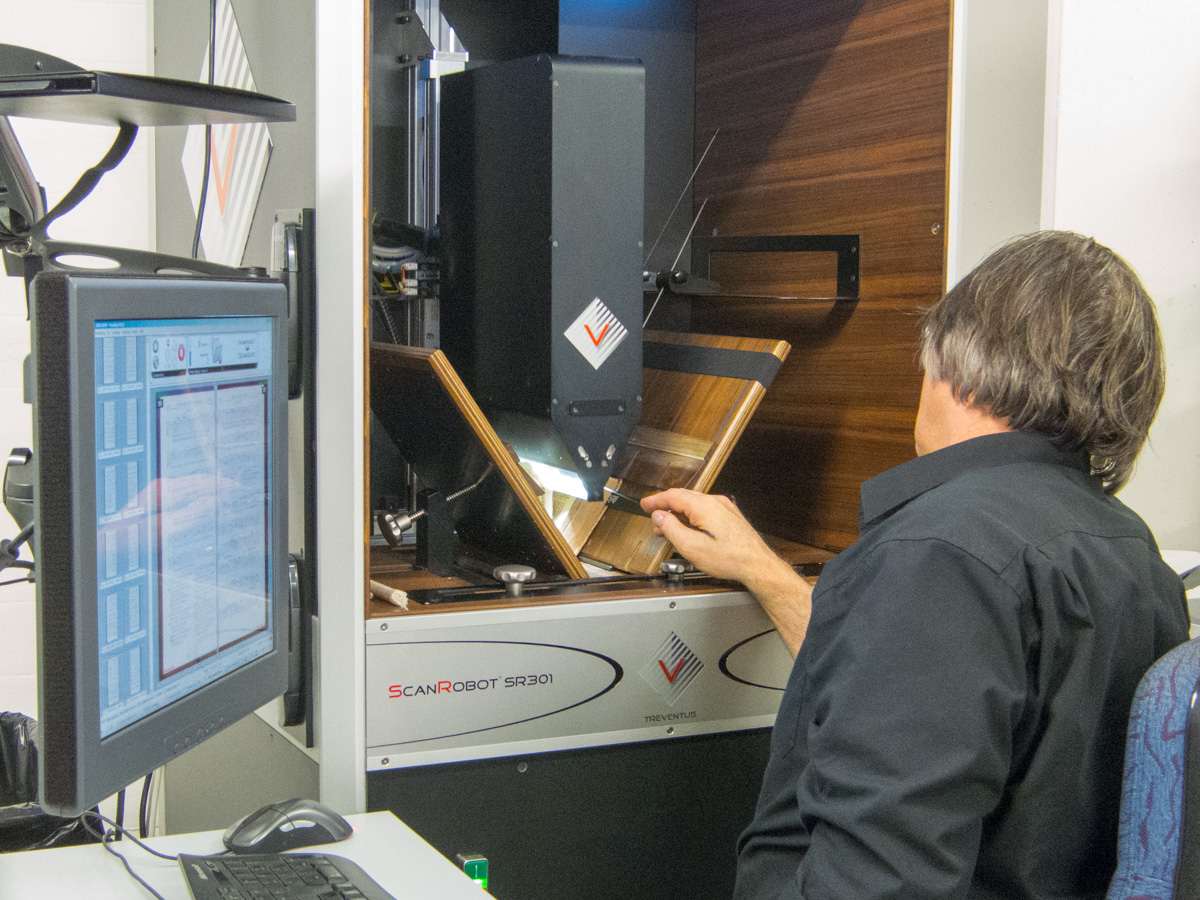
Buch-Scanner (Zentralbibliothek Zürich)

Als Retrodigitalisierung oder retrospektive Digitalisierung bezeichnet man die Digitalisierung analoger Publikationen (u. a. Printmedien, Filme, Tonbänder).

## Grundlagen
Retrodigitalisierung wird vor allem in Bibliotheken und Archiven eingesetzt, um digitale Daten für eine wissenschaftliche Nutzung bereitzustellen, einen weltweiten Zugang zu ermöglichen und gefährdete Werke für die Nachwelt zu erhalten (Bestandserhaltung).
Dabei werden schriftliche Vorlagen meist bildlich (Imagedigitalisierung, z. B. durch Scanner oder Digitalfotografie) bzw. im Volltext (durch OCR oder Abschreiben) digitalisiert, wobei man bei letzteren zwischen Plaintext (also reinem Text) und ausgezeichnetem Text (also etwa Überschriftenstruktur und Hyperlinks) unterscheidet. Ein bekanntes Beispiel ist die digitalisierte Version der Gutenberg-Bibel. Ein großes österreichisches Retrodigitalisierungs-Projekt ist Austrian Literature Online. Außerdem werden heute auch alle Rechtstexte retrodigitalisiert und in Rechtsinformationssystemen angeboten.
In Deutschland wurde die Retrodigitalisierung von schriftlichem Kulturgut bereits im Jahr 1997 durch eine Initiative der Deutschen Forschungsgemeinschaft (DFG) eingeleitet. Sie legte hierfür ein spezielles – bis heute weiterlaufendes – Förderprogramm auf, in dem eine Vielzahl von Projekten in Bibliotheken, Archiven und anderen Kultureinrichtungen zur Digitalisierung unterschiedlicher Bestände (Monografien, Bilder, Zeitungen und Zeitschriften, Lexika etc.) finanziert wurde. Um geeignete technische und administrative Verfahren für die zu Beginn dieser Fördermaßnahmen noch weitgehend unerprobte Retrodigitalisierung großer Bestandsmengen durch Scannen der Originalvorlagen zu entwickeln, regte die DFG den Aufbau von Digitalisierungszentren an der Bayerischen Staatsbibliothek München und der Universitätsbibliothek Göttingen an. Von der DFG geförderte Digitalisierungsprojekte müssen Digitalisate im METS/MODS-Format generieren. Dadurch hat sich diese Spezifikation zu einer Art Standard entwickelt, der inzwischen für viele Digitalisierungsprojekte verwendet wird. Ein einheitlicher Zugang und damit die breitere Kenntnis der inzwischen verfügbaren digitalisierten Bestände wird über ein Zentrales Verzeichnis Digitalisierter Drucke angestrebt.
Zur Langzeitarchivierung digitalisierter Medien müssen geeignete Strategien überlegt werden, um die Daten und Inhalte auch in künftig genutzten Systemen (Hardware und Software) noch darstellen und verwerten zu können. Die Retrodigitalisierung ist manchmal mit der Archivierung auf Mikroformen verbunden, da diese eine wesentlich größere Haltbarkeit als digitale Speichermedien besitzen. Sowohl Mikroformen als auch Digitalisate werden im European Register of Microform and Digital Masters (EROMM) nachgewiesen. Die Digitalisierung von Katalogen zur Erschließung der darin verzeichneten Bestände wird Retrokonversion genannt. Ein Angebot der Digitalisierung – ob nur Scan oder Volltext – im Internet nennt man Webreproduktion (kurz Webrepro).

## Die USA-versus-Europa-Kontroverse
Eine erhebliche Ausweitung und Beschleunigung erfuhr die Retrodigitalisierung von Buchbeständen im Jahr 2002 durch den Einstieg des US-amerikanischen Großkonzerns Google. Bei seinen umfangreichen Digitalisierungsmaßnahmen arbeitet Google zum Teil mit Bibliotheken und Forschungseinrichtungen, die v. a. wissenschaftliche Literatur bearbeiten, zusammen; z. B. in Deutschland mit der Bayerischen Staatsbibliothek München.
Der US-Konzern Amazon kündigte im Jahr 2009 an, in Kooperation mit US-amerikanischen Universitätsbibliotheken die Retrodigitalisierung von rund 400.000 nicht mehr lieferbaren Büchern in seinen elektronischen On-Demand Lieferdienst BookSurge einzubeziehen.
Das Projekt Google Books ist aus inhaltlichen, urheberrechtlichen und politischen Gründen umstritten. Unter kulturpolitischen Vorzeichen hat vor allem der Leiter der französischen Nationalbibliothek Jean-Noël Jeanneney die Kontroverse vorangetrieben und sich für ein europäisches Alternativangebot eingesetzt.
Die EU hat am 3. Mai 2005 einen Beschluss für ein eigenes Projekt gefasst, welches den Namen European Library trägt. Im Deutschen ist auch „Europäische Digitale Bibliothek“ üblich, Jeanneney verwendet „Bibliothèque Numérique Européenne“, abgekürzt BNE.
In offizieller Reaktion auf den EU-Beschluss hat die deutsche Regierung der Deutschen Bibliothek, die zu ihrem Zuständigkeitsbereich gehört, die Verantwortung für den weiteren Gang der Dinge zugeteilt. Die Erklärung gipfelt im Kernsatz „Ein digitalisiertes Kulturerbe... wird dazu beitragen, die kulturelle Vielfalt, Forschung und Wissenschaft Europas auch bei Internetsuchen sichtbar zu machen.“